# نویمارکت ام والرزی
نویمارکت ام والرزی (به آلمانی: Neumarkt am Wallersee) یک شهر در اتریش است که در ناحیه زالتسبورگ-اومگه‌بونگ واقع شده‌است. نویمارکت ام والرزی ۳۶ کیلومتر مربع مساحت دارد ۵۵۲ متر بالاتر از سطح دریا واقع شده‌است.